# チャーマ・ラージャ11世
チャーマ・ラージャ11世（カンナダ語：ಜಯಚಾಮರಾಜ ಒಡೆಯರ್, Chama Raja XI, 1919年7月8日 - 1974年9月23日）は、南インドのカルナータカ地方、マイソール藩王国の君主（在位：1940年 - 1947年）。ジャヤ・チャーマ・ラージェーンドラ（Jaya Chama Rajendra）の名でも知られる。

## 生涯
1940年3月11日、父でありマイソール藩王国王太子であったカンティーラヴァ・ナラシンハ・ラージャが死亡し、伯父で藩王クリシュナ・ラージャ4世の養子となって王太子となった。
同年8月3日、クリシュナ・ラージャ4世も後を追うように死亡し、チャーマ・ラージャがチャーマ・ラージャ11世が藩王位を継承した。
1947年8月15日、インド・パキスタン分離独立時、マイソール藩王国はインドへと帰属することとなった。これにより、実に500年に及ぶ歴史を持つマイソールの王朝は終わりを告げた。
とはいえ、実際に藩王国が併合され、チャーマ・ラージャ11世がその主権を失ったのは1950年1月26日のことである。併合後、同州を中心とした地域はマイソール州となり、彼は同州の藩王知事（ラージ・プラムク）に任命され、1956年10月31日までその地位にあった。
藩王知事が廃止されたのち、同年11月1日から1964年5月3日まではマイソール州知事、5月4日から1966年6月25日まではマドラス州知事であった。
知事退任後、1974年9月23日にチャーマ・ラージャ11世はバンガロールのバンガロール宮殿で死亡した。

## ギャラリー
- チャーマ・ラージャ11世
- チャーマ・ラージャ11世と祖母
- チャーマ・ラージャ11世と妃
- チャーマ・ラージャ11世とヴァッラブバーイー・パテール
- チャーマ・ラージャ11世とイギリス女王エリザベス2世
- チャーマ・ラージャ11世像（ラール・バーグ）